# Merostachys
Merostachys es un género de plantas herbáceas perteneciente a la familia de las poáceas. Es originario de Sudamérica.

## Descripción
Son bambúes cortos a altos; con rizomas paquimorfos. Tallos leñosos, delgados, cilíndricos, fistulosos, generalmente con una banda de tricomas blancos por debajo de la línea nodal; ramas generalmente numerosas, ascendíendo en forma de abanico desde un meristemo adnato, aplanado y triangular. 
Hojas del tallo generalmente con las vainas prontamente caducas, auriculadas; láminas angostas, reflexas, raramente erectas. Hojas de las ramas seudopecioladas, con lígulas externas e internas; láminas aplanadas, lanceoladas a ovadas, asimétricas. 
Inflorescencia una espiga o racimo uniláteral, terminal en las ramas foliares, a veces en ramas cortas sin hojas, las espiguillas solitarias o pareadas, en 2 o 4 hileras en el lado inferior del raquis, dispuestas pectinadamente. Espiguillas generalmente con 1 gluma, la inferior ausente, la superior más corta que la espiguilla, raramente rudimentaria; flósculo más inferior estéril; desarticulación por encima del flósculo estéril y entre los flósculos fértiles; flósculos fértiles bisexuales, usualmente 1, raramente hasta 10; lema sin arista; pálea sulcada entre las quillas, 6-8-nervia, las quillas abrazando fuertemente al entrenudo superior de la raquilla; entrenudo más superior de la raquilla alargado, con un flósculo terminal rudimentario; lodículas 3, aplanadas; anteras 3; estilos 2, separados, los estigmas plumosos.

## Taxonomía
El género fue descrito por Curt Polycarp Joachim Sprengel y publicado en Systema Vegetabilium, editio decima sexta 1: 132, 249. 1824. La especie tipo es: Merostachys speciosa Kunth

## Distribución
Género con aproximadamente 58 especies propias de regiones tropicales de América. Se encuentra principalmente en ambientes selváticos, siendo Brasil el centro de mayor diversidad. (Judziewicz et al., 2000). En Bolivia se encuentra representado por una especie endémica (Lizarazu et al, 2011). En la Argentina se reconocen dos especies.

## Especies
- Merostachys abadiana Send. 1995
- Merostachys brevispica Munro 1868
- Merostachys clausennii Munro 1868
- Merostachys glabra R.W.Pohl
- Merostachys latifolia R.W.Pohl
- Merostachys multiramea Hack.
- Merostachys pauciflorus Swallen
- Merostachys speciosa Kunth